# Sérgio (sobrinho de Etério)
Sérgio (em latim: Sergius) foi um bizantino do século VI, ativo no tempo de Justiniano (r. 527–565). Era sobrinho ou primo de Etério. Conspirou com Ablávio e Marcelo em 562 para matar o imperador e escapou à Igreja da Virgem em Blaquerna quando a conspiração foi revelada. Capturado e torturado, acusou Belisário, Isaque, Paulo e Vito. Sua evidência foi lida em um "silêncio" (silentium) em 5 de dezembro de 562, que discutiu a questão. Seu destino é incerto, mas é possível que foi exilado.